# Grande Prêmio da Comunidade Valenciana de Motovelocidade de 2007
O Grande Prêmio da Comunidade Valenciana de 2007 foi a última rodada do Mundial de MotoGP de 2007. Aconteceu no final de semana de 2-4 de Novembro de 2007 no Circuit de Valencia em Valência, Espanha. Na categoria MotoGP, Dani Pedrosa tomou o 2º lugar no campeonato por um único ponto das mãos de Valentino Rossi, enquanto John Hopkins tomou o lugar de Marco Melandri para o 4º lugar no campeonato. Na categoria 125cc Gábor Talmácsi terminou em 2º, atrás do companheiro de equipe Héctor Faubel, o que fez do húngaro o Campeão Mundial de 2007.

## Classificação do MotoGP
| Pos    | Nº | Piloto           | Equipe   | Voltas | Tempo     | Pontos |
| ------ | -- | ---------------- | -------- | ------ | --------- | ------ |
| 1      | 26 | Daniel Pedrosa   | Honda    | 30     | 46:43.533 | 25     |
| 2      | 27 | Casey Stoner     | Ducati   | 30     | +5.447    | 20     |
| 3      | 21 | John Hopkins     | Suzuki   | 30     | +20.404   | 16     |
| 4      | 33 | Marco Melandri   | Honda    | 30     | +24.827   | 13     |
| 5      | 65 | Loris Capirossi  | Ducati   | 30     | +25.804   | 11     |
| 6      | 71 | Chris Vermeulen  | Suzuki   | 30     | +25.862   | 10     |
| 7      | 4  | Alex Barros      | Ducati   | 30     | +29.470   | 9      |
| 8      | 1  | Nicky Hayden     | Honda    | 30     | +30.333   | 8      |
| 9      | 14 | Randy de Puniet  | Kawasaki | 30     | +30.895   | 7      |
| 10     | 24 | Toni Elías       | Honda    | 30     | +31.030   | 6      |
| 11     | 50 | Sylvain Guintoli | Yamaha   | 30     | +38.763   | 5      |
| 12     | 7  | Carlos Checa     | Honda    | 30     | +42.506   | 4      |
| 13     | 5  | Colin Edwards    | Yamaha   | 30     | +46.572   | 3      |
| 14     | 56 | Shinya Nakano    | Honda    | 30     | +57.069   | 2      |
| 15     | 6  | Makoto Tamada    | Yamaha   | 30     | +56.879   | 1      |
| 16     | 13 | Anthony West     | Kawasaki | 30     | +1'15.369 |        |
| Aband. | 46 | Valentino Rossi  | Yamaha   | 19     | Abandonou |        |
| Aband. | 80 | Kurtis Roberts   | KR212V   | 10     | Abandonou |        |